# حرب السهول الوسطى
كانت حرب السهول الوسطى سلسلة من الحملات العسكرية في عامي 1929 و 1930، وشكلت حربًا أهلية صينية بين حكومة الكومينتانغ القومية في نانجينغ بقيادة القائد العام شيانج كاي شيك وعدد من القادة العسكريين الإقليميين وأمراء الحرب الذين كانوا حلفاء سابقين لشيانج.
بعد انتهاء الحملة الشمالية في عام 1928، قطع يان شيشان وفان يوشيانغ، ولي زونغرن، وتشانغ فاكوي العلاقات مع شيانج بعد وقت قصير من مؤتمر نزع السلاح في عام 1929، وشكلوا معًا تحالفًا مناهضًا لشيانج للاعتراض علنًا في شرعية حكومة نانجينغ. كانت الحرب أكبر صراع في عصر أمراء الحرب، حيث قاتلوا عبر خنان، وشاندونغ، وآنهوي ومناطق أخرى من السهول الوسطى في الصين، وشارك فيها 300 ألف جندي من نانجينغ و 700 ألف جندي من التحالف.

## الخلفية

### صعود شيانج كاي شيك
بالمقارنة مع كبار المسؤولين الآخرين في الحزب مثل هو جين مين، ووانج جينغواي كان الوضع السياسي لشيانج كاي شيك في الكومينتانغ (كي إم تي) أقل في البداية. بدأ شيانج بزيادة تأثيره في عام 1917 أثناء حركة الحماية الدستورية وتشكيل حكومة غوانزو، حيث أظهر موهبته العسكرية. حصلت نقطة التحول في عام 1923 عندما شن تشن جيونغ مينغ تمردًا ضد سون يات سين في غوانزو. ساعد شيانج على انسحاب سون من غوانزو في النهاية وأن يصبح تحت حمايته.
بعد وفاة سون في عام 1925، بدأت الفصائل داخل الكومينتانغ في الظهور. وأدى صراع على السلطة بين شيانج ووانج جينغواي إلى انقسام كي إم تي. كان شيانج قادرًا على استخدام نفوذه كقائد لأكاديمية وامبوا وتولى  في النهاية قيادة الحزب، ما جعل وانج يُنفى خارجًا. وفي عام 1926، اختير شيانج رسميًا كقائد للجيش الوطني الثوري المشكل حديثًا وأطلق الحملة الشمالية. وفي أثناء الحملة، تمكن شيانج من تشكيل تحالف مع جيوش أمراء الحرب من فان يوشيانغ، ويان شيشان، ولي زونغرن.

### إعادة توحيد الصين (1928)
انتهت الحملة الشمالية بإعادة توحيد الصين في عام 1928 في ظل حكومة نانجينغ، حيث أعلن تشانغ شيليانغ ولاء جيشه الشمالي الشرقي للحكومة الوطنية في نانجينغ، في أعقاب اغتيال والده شانغ زولين على يد جيش كوانتونغ الياباني. في حين ظهر شيانج كزعيم رئيسي لجمهورية الصين، سرعان ما واجهت إعادة التوحيد بعض الصعوبات حيث لم تتفق الفصائل المختلفة في الكومينتانغ حول نزع السلاح في مؤتمر عسكري في عام 1929. أُعيد تنظيم الجيش الثوري الوطني إلى أربع مجموعات عسكرية بعد الحملة الشمالية، التي ضمت جيوشًا من أمراء الحرب الإقليميين. شكلت مجموعة الجيش الأولى من قبل عصبة وامبوا، والمعروفة باسم الجيش المركزي، والتي كان يقودها مباشرة شيانج نفسه. وتألفت مجموعة الجيش الثاني من عناصر من جيش الشعب الوطني (غيومنجن) بقيادة فان يوشيانغ. وكان يقود مجموعة الجيش الثالث يان شيشان من عصبة شانشي، بينما كان يقود مجموعة الجيش الرابعة لي زونغرن من عصبة قوانغشي الجديدة.

## المرحلة الأولى

### تشكيل تحالف مناهض لشيانج، الصراعات الأولى
بعد مؤتمر نزع السلاح في عام 1929، قطع لي زونغرن وباي تشونغشي وهوانغ شاوهونغ من عصبة قوانغشي العلاقات مع شيانج في مارس 1929، ما أدى إلى بدء المواجهة بين هؤلاء القادة وحكومة نانجينغ. في مايو، اشتبك فان يوشيانغ من جيش الشمال الغربي مع شيانج. في نوفمبر، أصدر لي زونغرن إعلانًا لتشكيل تحالف مناهض لشيانج إلى جانب وانج جينغواي. في ديسمبر، أعلن تانغ شانغ سي وزانغ فاكوي دعمهما للتحالف المناهض لشيانج.  ردت حكومة نانجينغ بطرد وانغ جينغوي من الحزب لمشاركته في التحالف المناهض لشيانج. أنشأ التحالف حكومة كي إم تي جديدة في بكين لإظهار تحديهم لحكومة نانجينغ. في فبراير عام 1930، طالب يان شيشان من عصبة شانشي استقالة شيانج من حزب كي إم تي، والذي قُوبل بالرفض. في وقت لاحق من نفس الشهر، تولى يان منصب القيادة في التحالف المناهض لشيانج، بمساعدة فان ولي، بينما اختار تشانغ شيليانغ البقاء «مخلصًا» لشيانج.

### حلفاء شيانج كاي شيك
تمتعت حكومة نانجينغ بدعم المسلمين الصينيين في مقاطعة قانسو في شمال غرب الصين. وبينما كانت المنطقة في الأصل تحت نفوذ جيش الشمال الغربي، قطع القادة المسلمون المؤثرون بما في ذلك ما تينغرانغ، وما تشونغ يينغ، وما فوشيانغ العلاقات مع فان يوشيانغ في عام 1928. بقيت قوات المسلمين الصينيين موالية لحكومة نانجينغ خلال الحرب، ما أدى إلى صرف قوات فان بعيدًا عن السهول الوسطى.

### التحضيرات للمرحلة الثانية
خطط التحالف المناهض لشيانج للهجوم مجددًا على الحكومة الوطنية في نانجينغ عبر طرق مختلفة. ومن المتوقع أن يقود لي زونغرن جيش قوانغشي من قوانغشي وباتجاه خونان لتهديد حصن شيانج في ووهان. قاد فان يوشيانغ الجيش الشمالي الغربي وانطلق من خونان إلى شاندونغ وهاجم شوزهو بينما مارس الضغط أيضًا على ووهان. وقاد يان شيشان جيش شانشي ونسق مع الجيش الشمالي الغربي لضرب شوزهو معًا والسير نحو نانجينغ بعد استيلاء التحالف على شوزهو.
وردًا على هذه التحضيرات، كلف القوميون هان فوجو بإقامة دفاع في الضفة الجنوبية للنهر الأصفر لمواجهة جيش شانشي. وتمركزت القوات الرئيسية للقوميين في شوزهو لانتظار الهجمات الوشيكة.

## المرحلة الثانية

### عمليات شيانج الهجومية (مايو – يونيو 1930)
في 11 مايو، شن الجيش المركزي بقيادة شيانج كاي شيك سلسلة من الهجمات العامة على يان شيشان وفان يوشيانغ. وبعد سكة حديد لونغهاي، سار الجيش المركزي غربًا من شوزهو، ووصل إلى مشارف كايفنغ في مقاطعة خونان بحلول 16 مايو. سحق جيش الشمال الغربي، باعتباره الأقوى في التحالف المناهض لشيانج، الجيش المركزي بقيادة تشين تشان في قانسو بنهاية مايو، حيث هرب شيانج من الأسر الوشيك. لم يستطع جيش الشمال الغربي الاستفادة من ذلك النصر، حيث لم يتمكن جيش شانشي من الوصول في الوقت المناسب لإلحاق المزيد من الضرر بالجيش المركزي. مع حلفاء شيانج في مقاطعة غانسو، تحول جيش الشمال الغربي إلى الدفاع بعد الانتصار. وفي كايفنغ، صد جيش الشمال الغربي الهجمات التي شنتها قوات شيانج، ما أدى إلى وقوع خسائر فادحة. انخرطت القوات المشتركة لجيش شانشي وجيش الشمال الغربي لاحقًا في أكبر صراع من الحرب في هجومهم على شوزهو، حيث تكبد الجانبان خسائر مجتمعة تجاوزت 200000. انسحب جيش شانشي من جينان وتكبد مزيدًا من الخسائر أثناء عبوره للنهر الأصفر. كان الافتقار إلى التنسيق بين قوات التحالف المناهض لشيانج بداية تحول لتأييد لحكومة نانجينغ.